# Municipi de Novo Selo
El municipi de Novo Selo (búlgar: Община Ново село) és un municipi búlgar pertanyent a la província de Vidin, amb capital a la ciutat de Novo Selo. S'ubica en una àrea rural del nord de la província i del seu terme municipal, a la riba del Danubi, i és un municipi fronterer amb Romania.
L'any 2011 tenia 2.930 habitants, el 96,72% dels quals búlgars i el 2,39% gitanos. Una tercera part de la població viu a la capital municipal, Novo Selo.

## Localitats
El municipi es compon de les següents localitats:
| Localitat    | Ciríl·lic   | Població(desembre de 2009) |
| ------------ | ----------- | -------------------------- |
| Novo Selo    | Ново село   | 1015                       |
| Florentin    | Флорентин   | 352                        |
| Negovanovtsi | Неговановци | 398                        |
| Vinarovo     | Винарово    | 755                        |
| Yasen        | Ясен        | 259                        |
| Total        |             | 2979                       |